# Bona damm
Bona damm är en våtmark, tidigare sjö (damm) i Bredestad i Aneby kommun i Småland och ingår i Motala ströms huvudavrinningsområde.